# Oxalis heterophylla
Oxalis heterophylla là một loài thực vật có hoa trong họ Chua me đất. Loài này được DC. mô tả khoa học đầu tiên năm 1824.